# Californication (singolo)
Californication è un singolo del gruppo musicale statunitense Red Hot Chili Peppers, pubblicato il 20 maggio 2000 come quarto estratto dall'album omonimo.

## Descrizione
La canzone, che dà il titolo all'album, rischiò paradossalmente di restarne esclusa. Il testo, al quale Anthony Kiedis teneva molto, venne scritto durante un suo viaggio in Thailandia ma nonostante gli sforzi non si riuscì a trovare un arrangiamento soddisfacente. Ne vennero provati dieci differenti, con altrettanti differenti cori che però non convincevano la band. Kiedis considerava il brano il perno del disco e insistette per completarlo prima di entrare in studio di registrazione. Frusciante trovò la chiave giusta stravolgendo il brano e arrangiandolo nella versione finale conosciuta, appena due giorni prima delle registrazioni, dopo aver tratto ispirazione dal giro armonico iniziale della suite Carnage Visors dei The Cure.
Composta in La minore, e caratterizzata da note di chitarra e basso alternate in intro, parla del lato oscuro di Hollywood. Il suo testo contiene riferimenti al declino della società occidentale, ma anche alla pornografia, alla chirurgia plastica e ad alcuni simboli della cultura popolare come Star Wars ("And Alderaan is not far away", E Alderaan non è lontana), Star Trek ("Space may be the final frontier", Lo spazio potrebbe essere l'ultima frontiera), la rivista Celebrity Skin ("Celebrity skin is this your chin", la pelle delle celebrità è questo il tuo mento), il frontman dei Nirvana Kurt Cobain ("Cobain can you hear the spheres", Cobain, puoi sentire le sfere?) e la canzone di David Bowie Station to Station ("Singing songs off station to station", Cantando canzoni da Station to Station). Il verso "Tidal waves couldn't save the world from Californication" (i maremoti non potrebbero salvare il mondo dalla "californicazione") è un possibile riferimento al comico Bill Hicks, citato anche nella canzone dei Tool Ænema. Invece "teenage bride with a baby inside" (sposa adolescente con un bambino dentro di sé) si riferisce a Dani, di cui il cantante Anthony Kiedis parla anche in By the Way e Dani California. La canzone è stata usata come colonna sonora della quinta stagione della serie televisiva Southland.

## Video musicale
Il videoclip, disegnato in computer grafica e diretto da Jonathan Dayton e Valerie Faris, mostra i Red Hot come protagonisti di un videogioco surreale dedicato alla California. La modalità di gioco richiama titoli celebri tra cui Tomb Raider, Grand Theft Auto, Crazy Taxi, SSX, Resident Evil e il livello "railcar" di Donkey Kong 64.
All'inizio il chitarrista John Frusciante parte dalla Hollywood Walk of Fame. Cade addosso ad una celebrità e salta sopra tre guardie, e poi salta su un asterisco. A quel punto il gioco entra in pausa, e per pochi secondi mostra il gruppo che suona sulla cima di una collina: ciò avviene ogni volta che uno di loro afferra l'asterisco, lo stesso che appare anche nel logo dei Red Hot.
Poco dopo il batterista Chad Smith va in snowboard per una collina. Dopo essere caduto in un burrone, atterra sano e salvo su un treno in corsa.
Anthony Kiedis inizia nuotando in un oceano, in cui schiva squali e nuotatori e poi afferra un asterisco. Uscito dall'oceano in groppa ad uno squalo, si ritrova nella sua macchina. La plancia di registrazione sulla macchina reca la scritta "GERMS": si tratta di un riferimento ai Germs, uno dei gruppi che Kiedis adorava ascoltare in gioventù.
Il bassista Flea appare a Muir Woods e sta per afferrare anche lui un asterisco, ma a sorvegliarlo c'è un orso. Riesce però a salvarsi, dopo aver steso un cacciatore. Sta per prendere un altro asterisco su un campo minato, ma viene ostacolato da Dani, la ragazzina in gravidanza citata nella canzone. A quel punto viene circondato da un'orda di boscaioli, ma poi salta sulla cima di un albero e vede che tutti gli altri vengono tagliati e fatti cadere.
Nel frattempo John va in uno studio cinematografico, ritrovandosi sui set di un film di fantascienza, un film porno, e un biopic su Leonardo da Vinci (John è molto appassionato di Leonardo e dei suoi lavori). Assiste all'uso di una primitiva macchina da volo. Chad appare invece a fare snowboard sul Golden Gate Bridge, usando i suoi tubi come rotaie.
Nella stessa scena Anthony gira in macchina per San Francisco. Guida sott'acqua, e poi salta attraverso il buco di un'enorme insegna a forma di ciambella. La sua auto si scontra verso una scogliera, ma lui si salva e sale in groppa ad una gigantesca libellula, cavalcata da Flea. I due volano per un cielo molto trafficato, insieme a John su una macchina da volo leonardesca e Chad che fa acrobazie in skateboard. Alla fine Anthony cade ed atterra su un prato morbido irto di fiori giganti, ma si rialza ed afferra un altro asterisco.
Poco dopo avviene un grande terremoto e la città va in frantumi. Tutti e quattro i Red Hot sfuggono indenni a scontri d'auto e crolli di grattacieli. Alla fine cadono al centro della terra, infilano le braccia in cubo e ritornano da esseri di pixel ai Red Hot in carne ed ossa.
Il video ha conseguito due premi agli Mtv Video Music Awards del 2000, nelle categorie Miglior regia e Miglior direzione artistica.
Esiste un legame tra il video e la ricaduta di Anthony nella tossicodipendenza. Il cantante ne parla nell'autobiografia Scar Tissue:
"... L'esperienza è sempre emozionante. Ci sono poliziotti, ragazzacci, mostri e prostitute. Ti immerge in un grande ed insidioso videogioco, ma ancora una volta vieni ingannato pensando che stai facendo qualcosa di figo, dato che il prezzo è sempre maggiore del guadagno. Rinunci subito al tuo amore, alla tua luce, alla tua bellezza, e diventi un buco nero nell'universo, risucchiando energia malvagia e senza sorridere in faccia a nessuno …"

## Classifiche
| Classifica (2000)                           | Posizione |
| ------------------------------------------- | --------- |
| Australian Singles Chart                    | 44        |
| Belgian Singles Chart (Flanders)            | 6         |
| Canadian RPM Singles Chart                  | 59        |
| Canadian RPM Rock Report                    | 1         |
| Dutch Singles Chart                         | 41        |
| German Singles Chart                        | 63        |
| Irish Singles Chart                         | 24        |
| Italian Singles Chart                       | 19        |
| New Zealand Singles Chart                   | 8         |
| Swedish Singles Chart                       | 37        |
| Official Singles Chart                      | 16        |
| U.S. Billboard Adult Top 40                 | 28        |
| U.S. Billboard Latin Pop Airplay            | 33        |
| U.S. Billboard Latin Tropical/Salsa Airplay | 36        |
| U.S. Billboard Mainstream Rock Songs        | 1         |
| U.S. Billboard Alternative Songs            | 1         |
| U.S. Billboard Hot 100                      | 69        |
| U.S. Billboard Top 40 Mainstream            | 37        |

## Tracce
CD1
1. Californication – 5:21
2. I Could Have Lied (Live) – 4:26
3. End Of Show Brisbane (Live) – 8:11

CD2
1. Californication – 5:21
2. I Could Have Lied (Live) – 4:26
3. End Of State College (Live) – 9:27